# Thaumastochilus
Thaumastochilus är ett släkte av spindlar. Thaumastochilus ingår i familjen Zodariidae.
Kladogram enligt Catalogue of Life:
| Thaumastochilus | \| \| Thaumastochilus martini \| \| \| \| \| \| Thaumastochilus termitomimus \| \| \| \| |
|                 | \| \| Thaumastochilus martini \| \| \| \| \| \| Thaumastochilus termitomimus \| \| \| \| |
|                 | Thaumastochilus martini                                                                  |
|                 |                                                                                          |
|                 | Thaumastochilus termitomimus                                                             |
|                 |                                                                                          |